# Бронвін Олівер
Олівер Бронвін (нар. 22 лютого 1959, Новий Південний Уельс, Австралія — пом.11 липня 2006, Хаберфілд, Сідней, Австралія) — австралійська скульпторка.

## Біографія
Олівер Бронвін Гуда народилася 22 лютого 1959 року в західній  частині Нового Південного Уельсу. Її батько - фермер Мілтон, мати - аптекар Венди. Дівчинка змалечку була творчою, її креативність леліяли. Відчуження з батьками настало після того, як дівчина ухвалила рішення не навчатися в університеті, а займатися творчістю. Після закінчення школи Олівер навчалась і працювала в Сіднеї. Вона планувала навчатися  живопису, але комп'ютерна помилка при реєстрації розмістила її в курс скульптури. Олівер обмежувала коло спілкування, не допускаючи зайвих у приватне життя. 
11 липня 2006 року Олівер здійснила самогубство.

## Освіта
У вісім років  Бронвін почала відвідувати  класи мистецтва вихідних днів в  Інвереллі, якими керував Іен Говард, який став деканом коледжу в Сіднеї.  Дівчина була  лідером у школі. Батьки сподівались, що донька навчатиметься в університеті, проте Гуда вирішила поступити в художню школу і займатися творчістю. Вона в 1980 році отримала вищу освіту в Коледжі мистецтв Олександра Меки. В 1983 році отримала ступінь магістра мистецтва.   У 1988 їй, як художниці, надали  проживання в місті Бресті на узбережжі Бретані, де вона вивчила кельтські методи обробки.

## Творча діяльність
На творчість Бровін Олівер вплинули роботи Річарда Дікона, Ентоні Гормлі і Мартіна Перієра.
Скульпторка зробила 290 робіт за 22 роки. З них  громадські художні роботи — найвідоміші скульптури Олівер. Для ранніх робіт використовувала папір, очерет або оптоволокно. Проте Олівер визнала «оптоволокно небезпечним і папір занадто непостійним», і надалі вона працювала з металом. Метали, використовувані для роботи, змінювалися: монументальна Виноградна лоза була виготовлена в алюмінії, але більшість, такі, як Пальма і Замок скульптури 2002 року, були виготовлені з міді. Було лише кілька робіт, де скульпторка використала інші матеріали, такі як бронза, свинець або  оптоволокно. У серпні 2002 вона  була однією з п'яти художників, включених в остаточний список австралійським урядом для проекту скульптури мистецтва до століття жіночого виборчого права в Мистецтво Австралії.

## Роботи

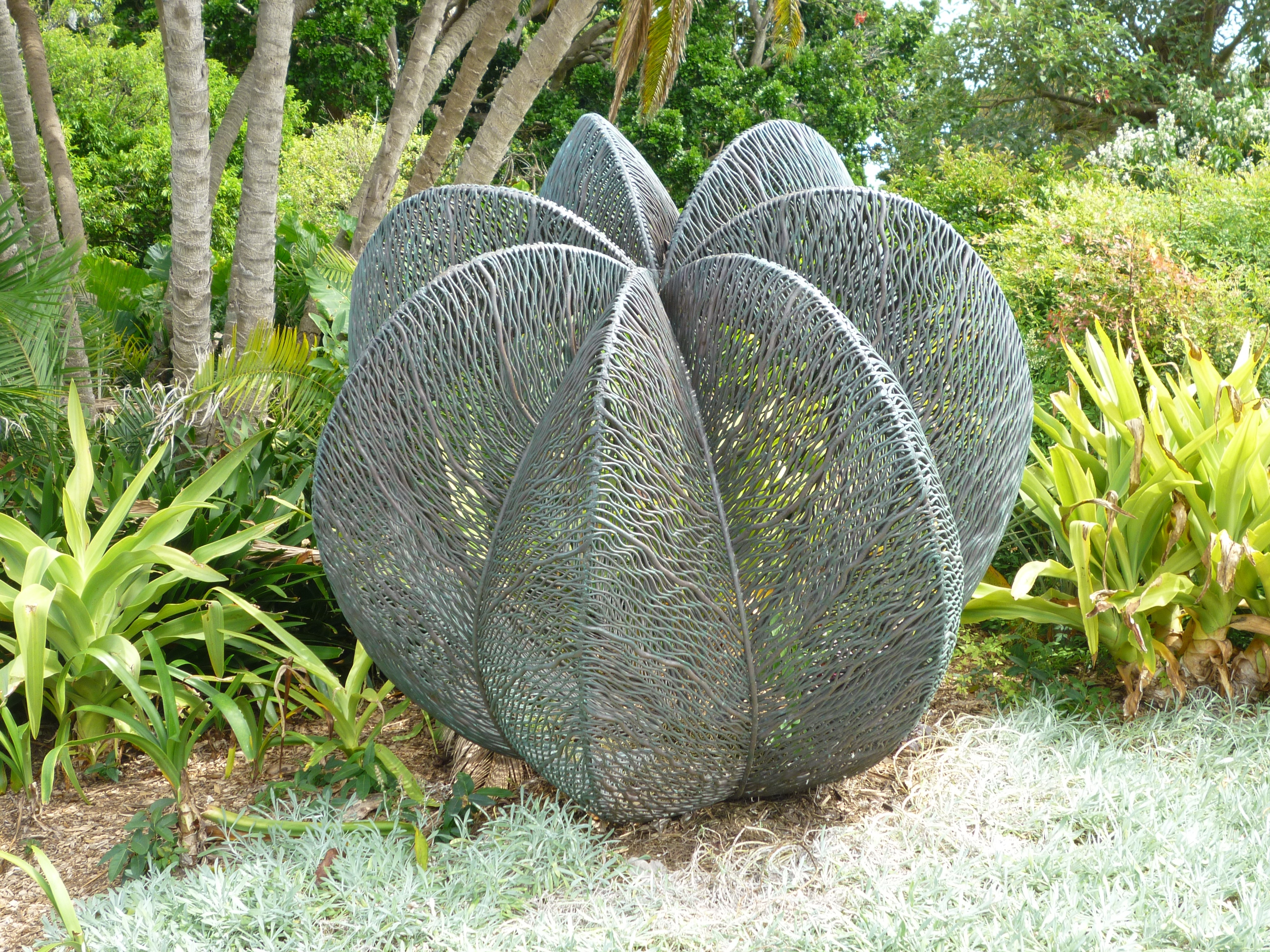
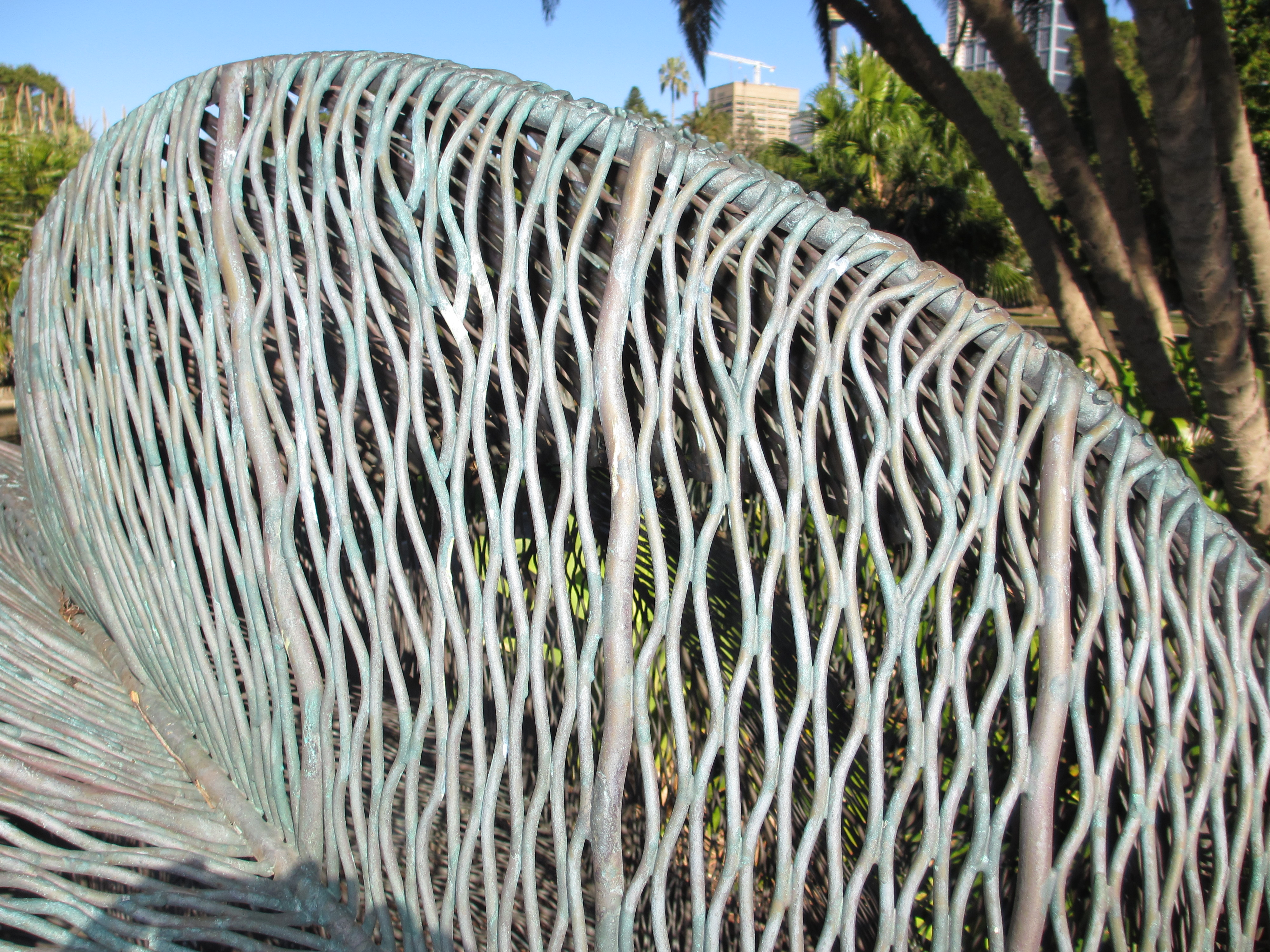
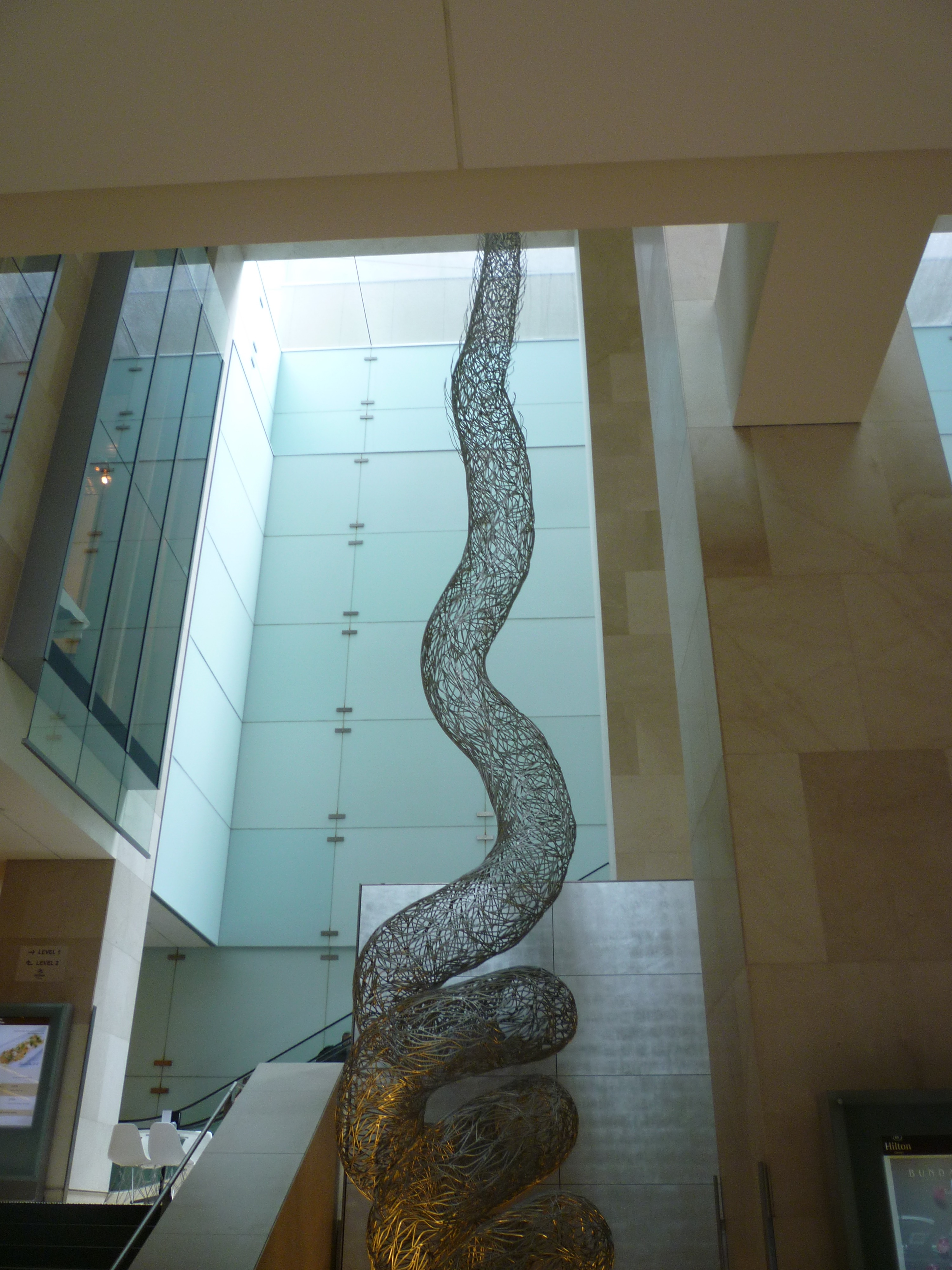
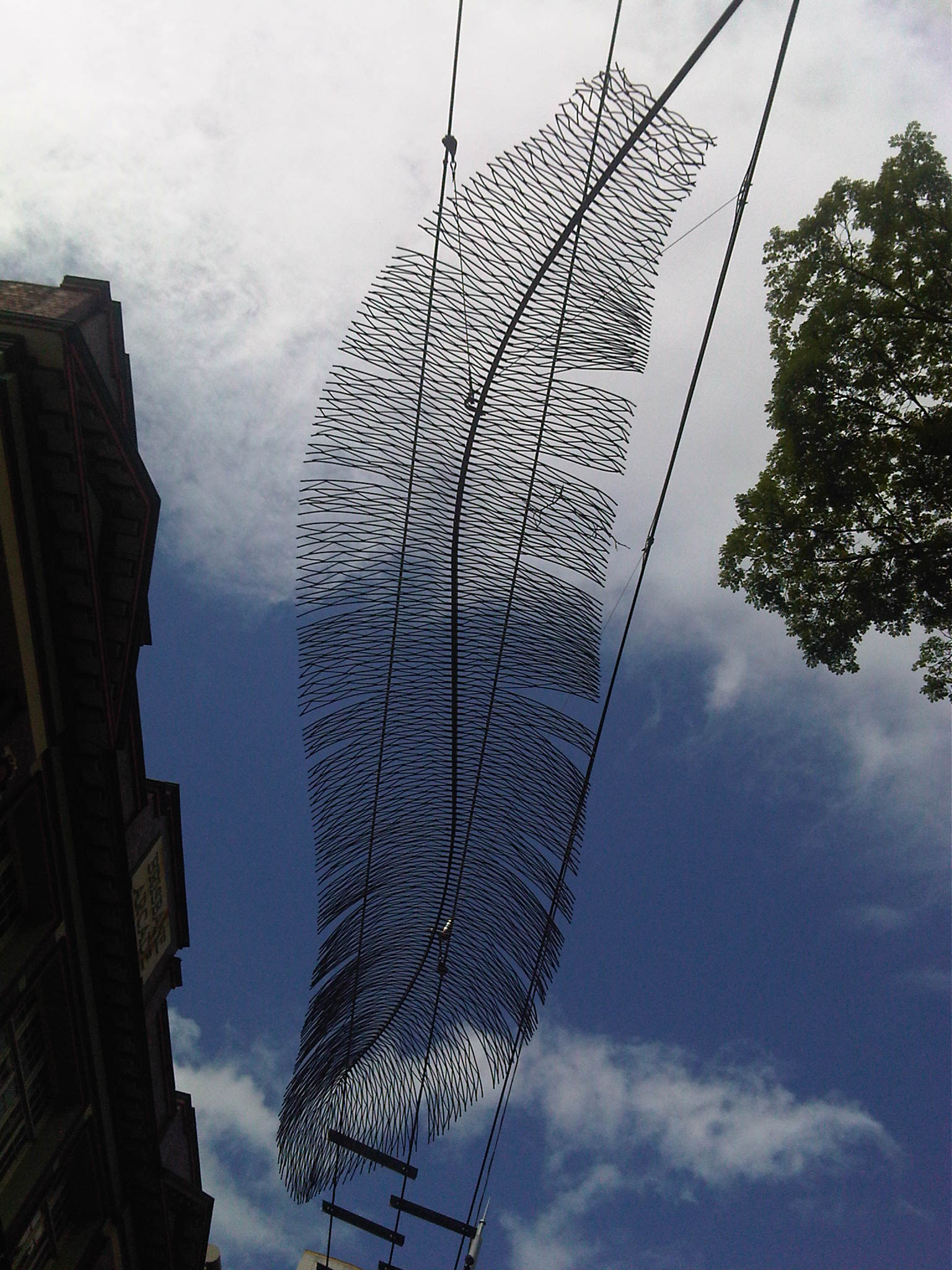

Її роботи знаходяться в головних австралійських колекціях, включаючи Національну галерею Австралії, Національну галерею Вікторії і Картинну галерею Нового Південного  Уельса.

## Особисте життя
У двадцять років  Гуда вийшла заміж за Леслі Олівера  і взяла його прізвище, яке після розлучення залишила.  Художниця жила на заході Сіднейського передмістя Хеберфілда, де у неї   була своя студія. Впродовж 19 років аж до її смерті вона викладала мистецтво  дітям шкільного віку в Школі Кренбрука Сіднея на Пагорбі Белльв'ю.

## Відзнаки
Бронвін Олівер отримала  Національну Премію Скульптури в 2000 році.
2002 року скульпторка включена до списків  Національної галереї.
2006 року отримала Премію Сучасного мистецтва Clemenger.